# Wassili Wassiljewitsch Kljukin

Wassili Wassiljewitsch Kljukin, 2022

Wassili Wassiljewitsch Kljukin (* 3. März 1976 in Moskau, UdSSR) ist ein russischer Bildhauer, Architekt und ehemaliger Geschäftsmann im Finanz- und Entwicklungssektor.

## Leben
Kljukins Vater ist Wassili Iwanowitsch Kljukin, Schriftsteller, Historiker und Doktor der Geschichtswissenschaften. Seine Mutter ist Jelena Isakowna Kljukin, Redakteurin. Kljukin lebt in Monaco.

## Tätigkeiten als Unternehmer
Kljukin absolvierte die Finanzuniversität der Regierung der Russischen Föderation und begann seine Bankkarriere, der er viele weitere Jahre widmete. 2001 wurde er Mitbegründer einer kleinen Bank, die später in Sovcombank umbenannt wurde und zu einer der 100 besten Banken Russlands wurde. Ab 2009 war Wassili Kljukin in der Immobilienentwicklung tätig, insbesondere in den Bereichen Sanierung und Neubau. Im Jahr 2011 gab er die unternehmerische Tätigkeit vollständig auf, entledigte sich seines Vermögens und beschloss, sein Leben der Kunst zu widmen.

## Wohltätigkeit
Kljukin engagiert sich seit langem in der Philanthropie und unterstützt zahlreiche Organisationen. Seine Skulpturen werden auf Wohltätigkeitsauktionen der wichtigsten Stiftungen verkauft, darunter UNICEF, WWF, Naked Heart, amfAR, Leonardo DiCaprio Foundation, Prince Albert II Foundation, Andrea Bocelli Foundation.

## Kunstkarriere (Skulpturen)
Kljukin ist besonders in der Architektur sowie der abstrakten kinetischen Kunst tätig. In seiner typischen Technik werden die Skulpturplatten weder mit Befestigungselementen noch durch Schweißen zu einem dreidimensionalen Werk zusammengebaut. Diese Technik macht den zugrundeliegenden Leitgedanken für die Skulpturen der Serie „In Dante Veritas“ aus, die 2018 im Innenhof der Michaelsburg im Rahmen der Ausstellung des Staatlichen Russischen Museums präsentiert wurde.
Kljukin entwarf die Goldene Madonnenstatuette für die Mailänder Designwoche 2017, und 2021 entwarf er den Preis für die russische Ausgabe des Magazins PEOPLETALK.
Kunstgeschichtliche Schriften über Kljukins Werk werden von internationalen Verlagen wie Skira Editore (Mailand), Palace Editions (Sankt Petersburg), dem Staatlichen Russischen Museum (Sankt Petersburg) und dem Verlag für moderne Kunst (Wien) herausgebracht.

## Ausstellungen
- 2018: „La Collection Air“, Luzern, Schweiz[11]
- 2018: „The pulsating heart (Heart of hope)“, Burning Man, USA[12]
- 2019: „Why People Can’t Fly“, Biennale Venedig, Italien[13]
- 2019: „Why People Can’t Fly“, Burning Man, USA[14]
- 2019: „Why People Can’t Fly“, Polytechnisches Museum, Moskau, Russland[15]
- 2019: „Authentische menschliche Körper. Leonardo da Vinci“, Palazzo Zaguri, Venedig, Italien
- 2019: „Anna Akhmatova. Poesie und Leben“, Zweigstelle des Staatlichen Russischen Museums, Malaga, Spanien
- 2019: „Karl Marx Forever“, Staatliches Russisches Museum, Sankt Petersburg, Russland
- 2020: „The Mind Port“, Simon Lee Gallery, London, England[16]
- 2020: „Art Panorama Inferno“, Luzern, Schweiz[17]
- 2021: „Maske des Dante“, Luzern und Zug, Schweiz[18]„In Dante Veritas“, Staatliches Russisches Museum, Sankt Petersburg, Russland, 2018[19]
- 2021: „413“, Moskau, Wien, Malaga, Monaco[20][21]
- 2021: „Big Bang“ und „Gluttony“, Osthaus Museum Hagen, Deutschland[22]
- 2021: „In Dante Veritas: 4 Sins“, Bad Breisig, Deutschland[23]
- 2021: „Civilization. The Island of the Day Before“, Kunstforum, Wien, Österreich[24]